# Distrito de Builsa
El distrito de Builsa fue un antiguo distrito de la región Alta Oriental, al norte de Ghana. Se encontraba en la parte occidental de la región y su capital era la ciudad de Sandema.
En 1988 fue creado como un distrito ordinario. Sin embargo, el 28 de junio de 2012 fue dividido en dos nuevos distritos: Builsa Norte, que pasó a ser distrito municipal el 19 de diciembre de 2018 y con capital en Sandema, y Builsa Sur, con capital de Fumbisi.